# 1901 au Yukon
Chronologie du Yukon
- 1897
- 1898
- 1899
- 1900
- 1901
- 1902
- 1903
- 1904
- 1905

Cette page concerne des événements d'actualité qui se sont produits durant l'année 1901 dans le territoire canadien du Yukon.

## Politique

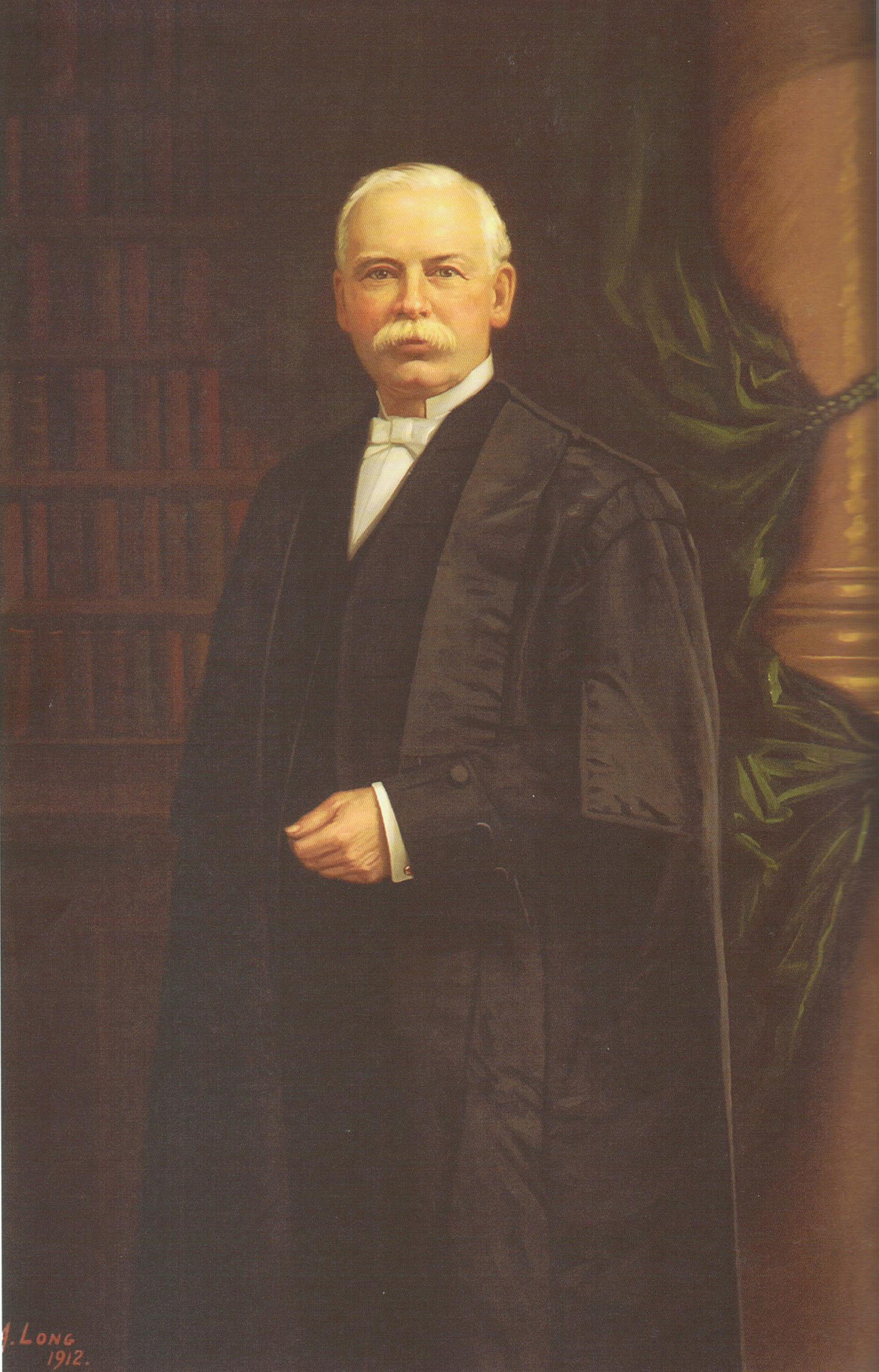

- Commissaire : William Ogilvie (jusqu'au 11 mars) puis James Hamilton Ross (en)

## Décès
- 27 juin : Joseph Ladue, chercheur d'or et fondateur de la ville Dawson City (º 28 juillet 1855)